# Riu Yakima
El Yakima és un dels afluents del Colúmbia que discorre pel centre-sud i l'est de l'estat de Washington. Rep el nom del poble indígena yakima. La longitud del riu des de la capçalera fins a la desembocadura és de 214 milles (344 km), amb una pendent mitjà de 9.85 peus per milla (1.866 m/km). És el riu més llarg de tot l'estat de Washington.

## Geografia física
El riu neix a la serralada de les Cascades a una altitud de 2,449 peus (746 m) a la presa Keechelus al llac Keechelus prop de Snoqualmie Pass, prop d'Easton. El riu travessa aquesta localitat, voreja Ellensburg, passa per la ciutat de Yakima i continua cap al sud-est fins a Richland, on desemboca al riu Columbia creant el Yakima River Delta a una altitud de 340 peus (100 m).
Durant l'última edat glacial, les inundacions Missoula van alterar encara més el paisatge de la zona, obrint l'àrea de Horn Rapids al Yakima. La branca occidental d'Amon Creek ara utilitza Badger Canyon.

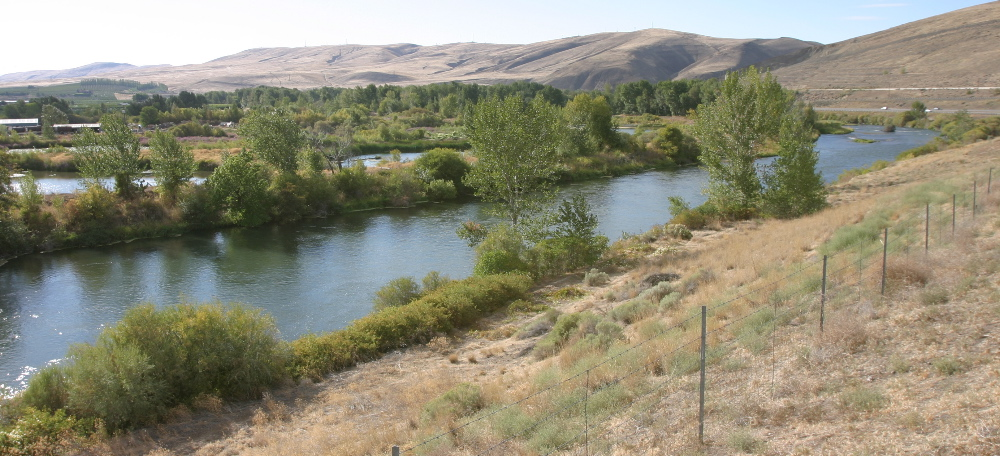
El Yakima al sud de Union Gap

## Usos
Entre els principals propietaris de terres de la vall hi ha agències federals i estatals i la nació índia Yakama. La propietat privada representa 1,246,818 acres (5,045.69 km2). El Servei Forestal dels Estats Units gestiona 892,509 acres (3,611.86 km2), i la nació Yakama posseeix 889,786 acres (3,600.84 km2) a la conca. Les zones boscoses a les àrees nord i oest de la conca ocupen unes 2,200 milles quadrades (5,700 km2) que s'usen per a l'esbarjo, hàbitat de vida salvatge, la recol·lecció de fusta, el pasturatge i les activitats culturals tribals. Les rangelands (traduïble com terres de pastures) abasten unes 2,900 milles quadrades (7,500 km2) i s'utilitzen per a entrenaments militars, el pasturatge, hàbitat de la vida salvatge i les activitats culturals tribals.

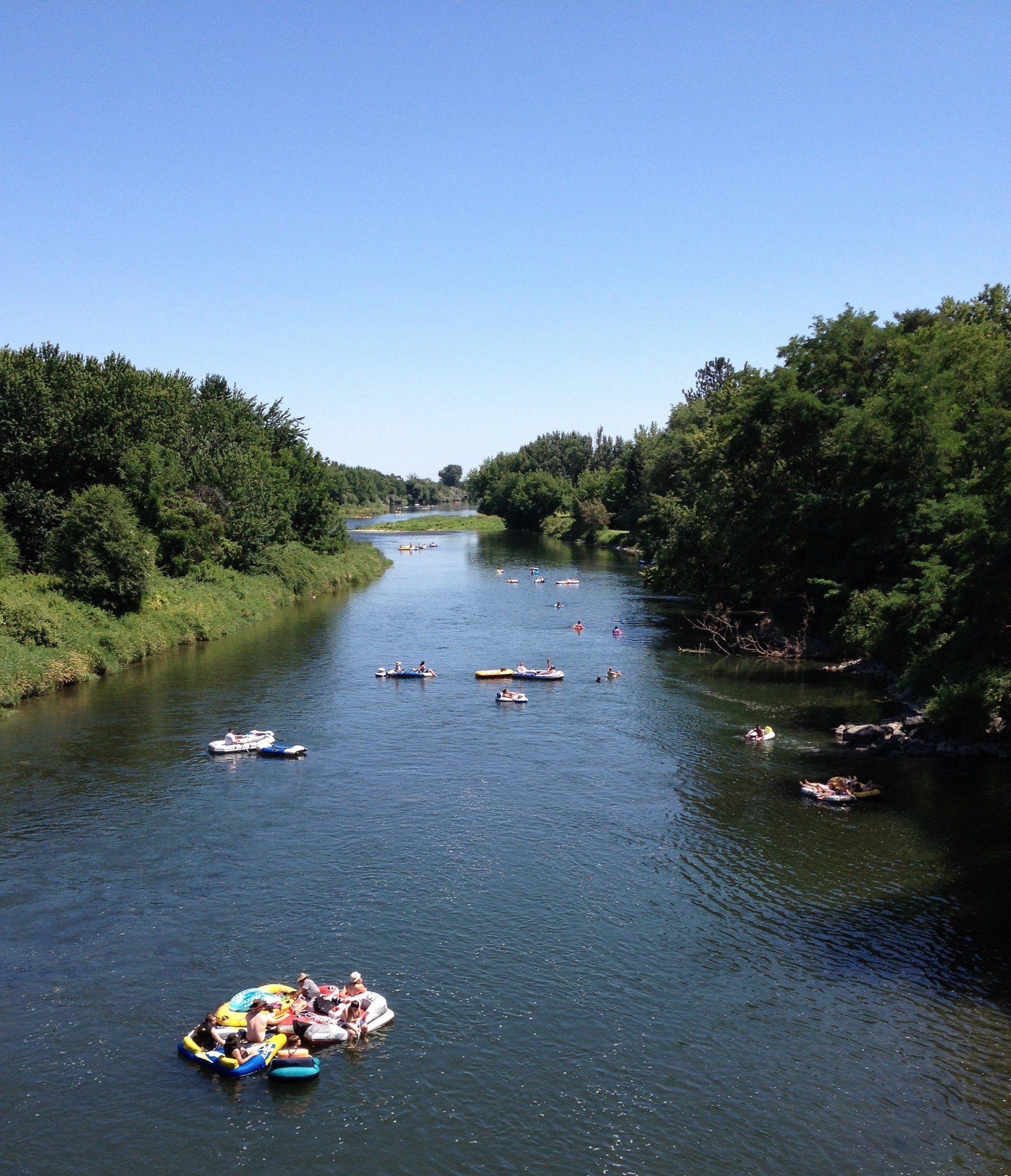
Estiuejants amb barques inflables en un dia estival al Yakima a l'alçada de West Richland, Washington, prop de l'aiguabarreig amb el Columbia

A més de l'agricultura de regadiu, els principals motors econòmics inclouen la collita i el processament de la fusta, el pasturatge de bestiar i l'esbarjo a l'aire lliure. Amb la reducció significativa de la recol·lecció de fusta a les terres federals i la implementació del Pla Forestal del Nord-oest per protegir el mussol tacat del nord, en perill d'extinció, l'economia de la fusta ha minvat en els darrers temps. La proximitat a zones d'alta població de Puget Sound ha provocat un ràpid augment de la demanda d'activitats recreatives a l'aire lliure a la conca.

Tant el riu Yakima com els seus afluents han estat molt alterats per a destinar-ne l'aigua a l'agricultura de regadiu. Hi ha moltes preses i canals de reg. En el alguns llocs l'escorrentia del reg es retorna al riu a través de séquies de canals. El sistema de reg de la conca hidrogràfica del Yakima provoca períodes tant de sequera severa del riu com de cabals elevats, en relació amb el règim històric de cabals. Com a resultat, les estadístiques de cabals del Yakima es veuen molt afectades pel sistema de reg. L'USGS manté quatre mesuradors de cabal al Yakima. El cabal mitjà més alt registrat és de 3,542 peus cúbics per segon (100.3 m3/s), es troba a més de la meitat del riu a Union Gap. Els dos mesuradors riu avall registren menors cabals mitjans.
El temps assolellat, amb més de 300 dies de sol l'any, atrau visitants de Seattle, a unes dues hores amb cotxe.

## Notes

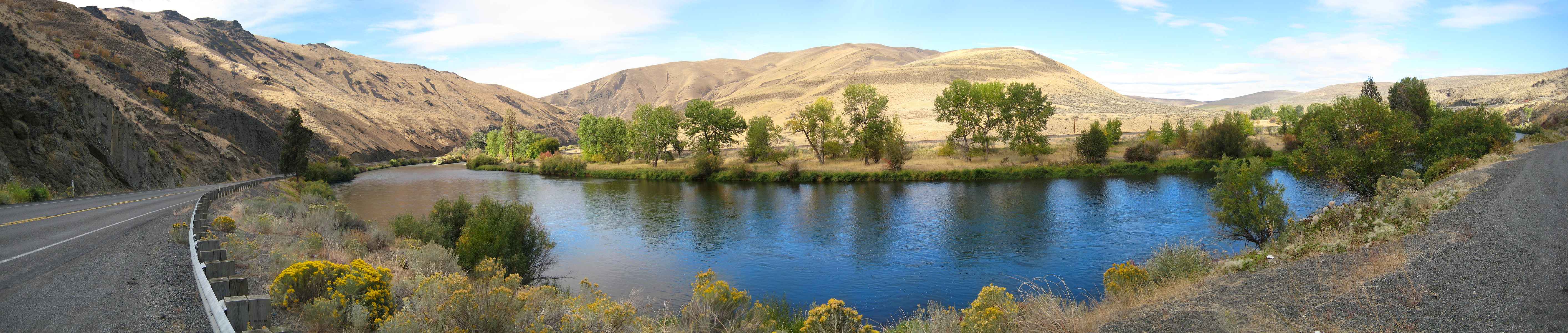
Panoràmica de 180° del riu Yakima vist des de l'autopista estatal 821